# Michał Wiłkomirski

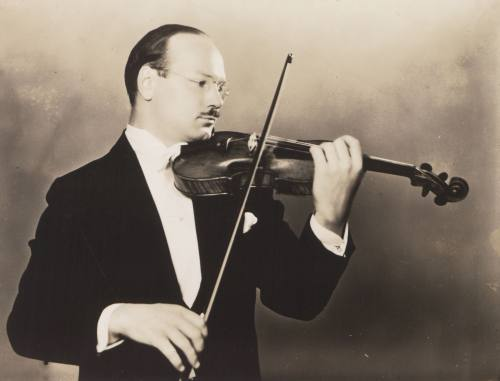
Michał Wiłkomirski

Michał Wiłkomirski (* 27. Februar 1902 in Moskau; † 13. Dezember 1989 in Podkowa Leśna) war ein polnischer Geiger, Bratschist und Musikpädagoge.
Wiłkomirski hatte seit dem siebenten Lebensjahr Violinunterricht bei seinem Vater Alfred Wiłkomirski. Ab 1919 gab er als Solist Konzerte mit der Warschauer Philharmonie. Mit seinen Geschwistern Maria und Kazimierz bildete er das Wiłkomirski-Trio, außerdem waren er und sein Vater Mitglieder des Trio Rossyjski.
Von 1927 bis 1941 lebte er als Lehrer, Violinsolist und Kammermusiker in Chicago; u. a. war er dort zehn  Jahre lang Mitglied des Russian Trio. Aus gesundheitlichen Gründen unterbrach er 1941 seine musikalische Laufbahn. Er kaufte sich eine Farm in Texas, wo er Vieh züchtete und Orangen anbaute. Ab 1957 war er in Houston wieder als Musiker aktiv. 1972 kehrte er nach Polen zurück, seine Gesundheit erlaubte ihm jedoch keine aktive Teilnahme am Musikleben mehr.